# Metzgeria uncigera
Metzgeria uncigera là một loài Rêu trong họ Metzgeriaceae. Loài này được A. Evans mô tả khoa học đầu tiên..